# Ann Somers
Ann Somers (Antwerpen, 8 oktober 1966) is een voormalig Belgisch politica voor de liberale partij Open Vld.

## Politieke loopbaan
Somers studeerde in 1989 af als licentiate in de lichamelijke opvoeding aan de Katholieke Universiteit Leuven en was enkele jaren leerkracht lichamelijke opvoeding. Van 1992 tot 1999 werkte ze bij het IVK, de politieke vormingsinstelling binnen de VLD, waar ze vormingsmedewerkster voor de lokale afdelingen was, en was van 1999 tot 2008 medewerkster op de cel communicatie van premier Guy Verhofstadt.
Somers was van 2001 tot 2012 voor de VLD en daarna Open Vld gemeenteraadslid in Haacht. Van 2001 tot 2006 was ze er schepen van Verkeer en Openbare Werken en van 2006 tot 2012 schepen van Sport, Jeugd, Cultuur en Toerisme. Toen ze in juni 2009 senator werd, kreeg ze van de lokale Open Vld-afdeling aanvankelijk de toestemming om dit mandaat te cumuleren met dat van schepen. Daarna werd evenwel aangedrongen op haar ontslag als schepen. Ze weigerde echter en bijgevolg werden haar bevoegdheden ingeperkt, waarbij ze enkel nog Toerisme behield. Dit leidde tot een aanhoudend intern conflict met haar partij en in januari 2012 ging Somers als onafhankelijke in de gemeenteraad zetelen. Bij de verkiezingen van oktober 2012 was ze geen kandidaat meer.
In juli 2009 werd ze als rechtstreeks gekozen senator lid van de Belgische Senaat ter opvolging van Jean-Jacques De Gucht die lid werd van het Vlaams Parlement. Ze bleef senator tot aan de verkiezingen van juni 2010. In de Senaat was Somers in 2009 twee maanden lang lid van de commissie Buitenlandse Betrekkingen en Landsverdediging en daarna van 2009 tot 2010 lid van de commissie Binnenlandse Zaken.
Na haar parlementaire loopbaan werd Somers van 2011 tot 2014 zaakvoerder van de bvba De Zorgshop en van 2014 tot 2018 klantenadviseur bij VF Medicals in Leuven. Sinds 2018 is Somers geaccrediteerd medewerker in het Europees Parlement, voor de Open Vld-parlementsleden Guy Verhofstadt (2018-2024) en Hilde Vautmans (2024-heden).